# 中澤健宏
中澤 健宏（なかざわ たけひろ、1991年9月10日 - ）は、日本の元ラグビー選手。

## プロフィール
- 埼玉県入間市出身。
- 現役時代のポジションはフルバック(FB)。
- 身長 181cm、体重 86kg
- ニックネームはざわ、ざわちん。
- 関東大学オールスターゲームの対抗戦選抜に選ばれたことがある[1]
- 7人制日本代表に選ばれたことがある[2]。

## 略歴
高校1年生からラグビーを始めた。
2010年、所沢北高校卒業後、立教大学に入る。
2014年、立教大学卒業後、みずほフィナンシャルグループに入社し、ラグビー部に所属していた。しかし、ラグビーワールドカップ2015で、日本代表が南アフリカに勝利した試合を見て、本格的にラグビーを気持ちが蘇ったという。
2016年、みずほフィナンシャルグループを退社し、リコーに入社。同時にリコーブラックラムズ(現・リコーブラックラムズ東京)に加入。
2024年、現役を引退した。